# Manurhin MR 73
Pour les articles homonymes, voir MR-73.
Le Manurhin MR 73 est un revolver français à simple et double action mis en production en 1973 et fabriqué initialement à Mulhouse par la société Manurhin. Il s'agissait du premier revolver construit en France depuis le revolver modèle 1892 8 mm.
Il a été développé pour répondre à la demande d'un revolver de la part de la Police nationale et de la Gendarmerie nationale française, notamment de leurs unités spéciales (RAID, GIGN et GIPN). Ce revolver a été créé par Gilbert Maillard, alors ingénieur chez Manurhin.

## Description

### Fabrication
D'une mécanique générale et d'un encombrement très proches du Smith & Wesson Model 19, le MR 73 bénéficie de composants très robustes : l'acier constituant la carcasse du MR 73 et le barillet proviennent de la firme Aubert et Duval. La finition des chambres est réalisée par galetage. Selon le constructeur, les chambres d'un MR 73 peuvent théoriquement accepter une surcharge jusqu'à deux fois supérieure à leur munition. Les rayures et la finition du canon sont obtenues par martelage à froid. En ce qui concerne la mécanique, le fonctionnement en double action est fluide et continu et ne présente aucune aspérité, ni points durs grâce au montage sur galets du système de rappel de détente et la finition des pièces reduisant les frictions.
La surface de l'arme bénéficie d'un polissage et d'un bronzage glacé. Après de nombreuses années de sorties et rentrées dans des holsters, cette surface peut s'user. De même, certaines armes utilisées en patrouille et soumises à l'humidité et au manque d'entretien ont parfois présenté des traces d'oxydation pouvant bloquer le mécanisme.
Selon des documents de l'armurerie de la Gendarmerie mobile de Maisons-Alfort, de nombreux MR 73 du GIGN auraient tiré plus de 150 000 cartouches, seule leur vis de poignée ayant été changée. Toutefois, afin d'économiser l'arme, les articulations et les finances, les munitions utilisées étaient des .38 Special beaucoup moins chères et moins puissantes que les .357 Magnum.
Arme en quatre pouces présentant un entrefer (espace barillet/canon) de 0,4 mm et un jeu à la rotation identique, le MR 73 est encore capable d'atteindre une zone de cible de 7,5 cm de diamètre à 25 m, ce qui est équivalent dans le meilleur des cas à un pistolet de service 9 × 19 mm moderne neuf[réf. nécessaire]. L'entrefer serré du MR73 implique en revanche un nettoyage fréquent et rigoureux de l'arme en particulier lors de l'emploi de munitions en plomb type wadcutter, une accumulation de dépôts associée à une dilatation de l'acier sous l'effet de la température pouvant littéralement bloquer la rotation du barillet après plusieurs tirs rapprochés.
Une autre particularité du MR73 est le choix d'un canon dit « serré » : quand les revolvers Colt, Ruger et Smith&  Wesson chambrés en 38/357 ont un diamètre de canon de 0,357 pouces, celui du MR73 est calibré à 0,355 pouces. De fait, Manurhin a produit à destination de la police nationale une petite série de barillets optionnels spécifiques permettant de tirer des cartouches de 9 × 19 mm Parabellum dans des MR73 pour l'entraînement des effectifs, la munition de 9 mm étant moins onéreuse et plus maniable que le .38 habituellement employé. Beaucoup de ces barillets ont été revendus sur le marché civil après que les revolvers ont été réformés dans les forces de l'ordre et sont très recherchés par les tireurs sportifs et collectionneurs. Cependant leur rareté et la demande est telle que le prix d'un barillet 9x19 seul atteint facilement le prix d'un MR73 complet en bon état.
Depuis que la fabrication des MR73 est passée de Manurhin à Chapuis, il existe au sein de la communauté des tireurs sportifs et des collectionneurs d'armes une divergence d'opinion sur la qualité des armes produites par les deux entités, sujette à de nombreux débats. D'un côté de nombreux puristes défendent la thèse d'une baisse de qualité globale de la fabrication des armes depuis qu'elles sont produites par Chapuis, arguant une baisse de la précision, de la finition, de l'emploi de matériaux de moins bonne qualité, le but étant souvent de justifier la cote montante à la collection de l'arme dans un but spéculatif. De l'autre côté, les défenseurs de la génération Chapuis défendent une précision et une qualité globale équivalentes, les seules différences flagrantes entre les deux armes étant la finition glacée miroir des armes Chapuis (facilement identifiable par rapport au bronzage légèrement satiné des armes fabriquées à Mulhouse), ainsi que le numéro de série frappé pour les anciens et gravé au laser pour les nouveaux. Cependant la différence de cote entre les MR73 récents mais chers et ceux plus anciens mais plus rares n'est pas significative, et les prix descendent rarement sous les 800 € quels que soient le millésime ou la version, excepté quelques armes de dotation au bronzage usé par le port en étui dont le prix peut descendre à 500 € environ en 2022.

### Déclinaisons
Le MR 73 est disponible en de nombreuses longueurs de canon et doté d'organes de visée réglables ou fixes. La version « Defense » comporte un canon allant de 2,5 à 5,25 pouces et une visée fixe. La version « Sport » est dotée d'un guidon droit surélevé et d'une hausse réglable, la longueur de canon allant de 3 à 10,75 pouces. Quant à la version « Gendarmerie », il s'agit d'une déclinaison de la version « Sport » avec un guidon pentu pour un dégainé plus efficace et une hausse spécifique, les longueurs de canon rencontrées étant les mêmes que sur le modèle Sport. Tous modèles confondus, on pouvait trouver les longueurs de canon 2" 1/2 , 3" , 4" , 5" 1/4 , 6" , 8" 3/4 et 10" 3/4 au catalogue Manurhin pour le MR73.
En utilisation sportive, un Manurhin Silhouette (10,75 pouces) est capable de réaliser un groupement de l'ordre de 200 mm de diamètre à 200 m.[réf. souhaitée]

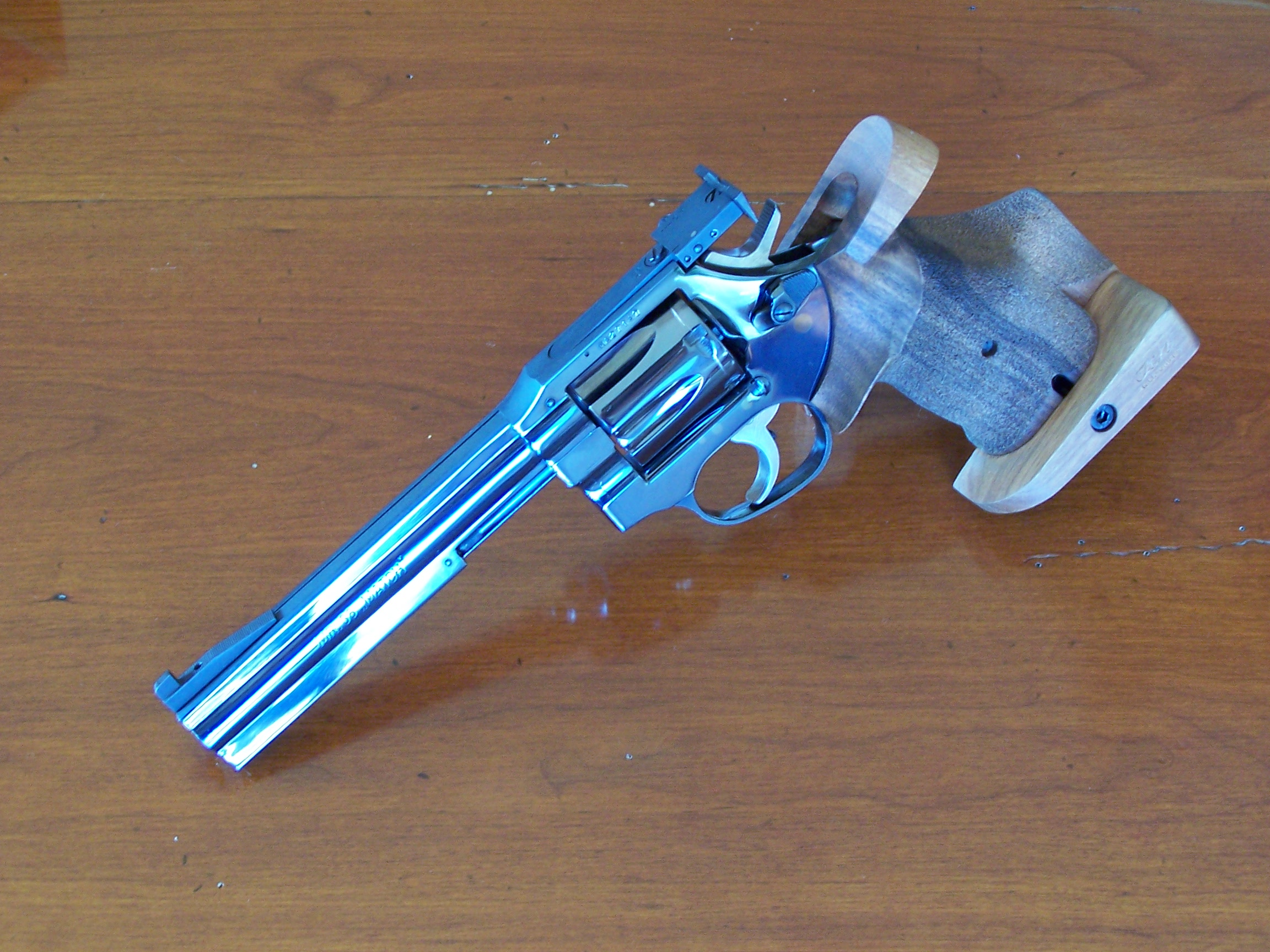
Manurhin MR 38 Match pour gaucher.

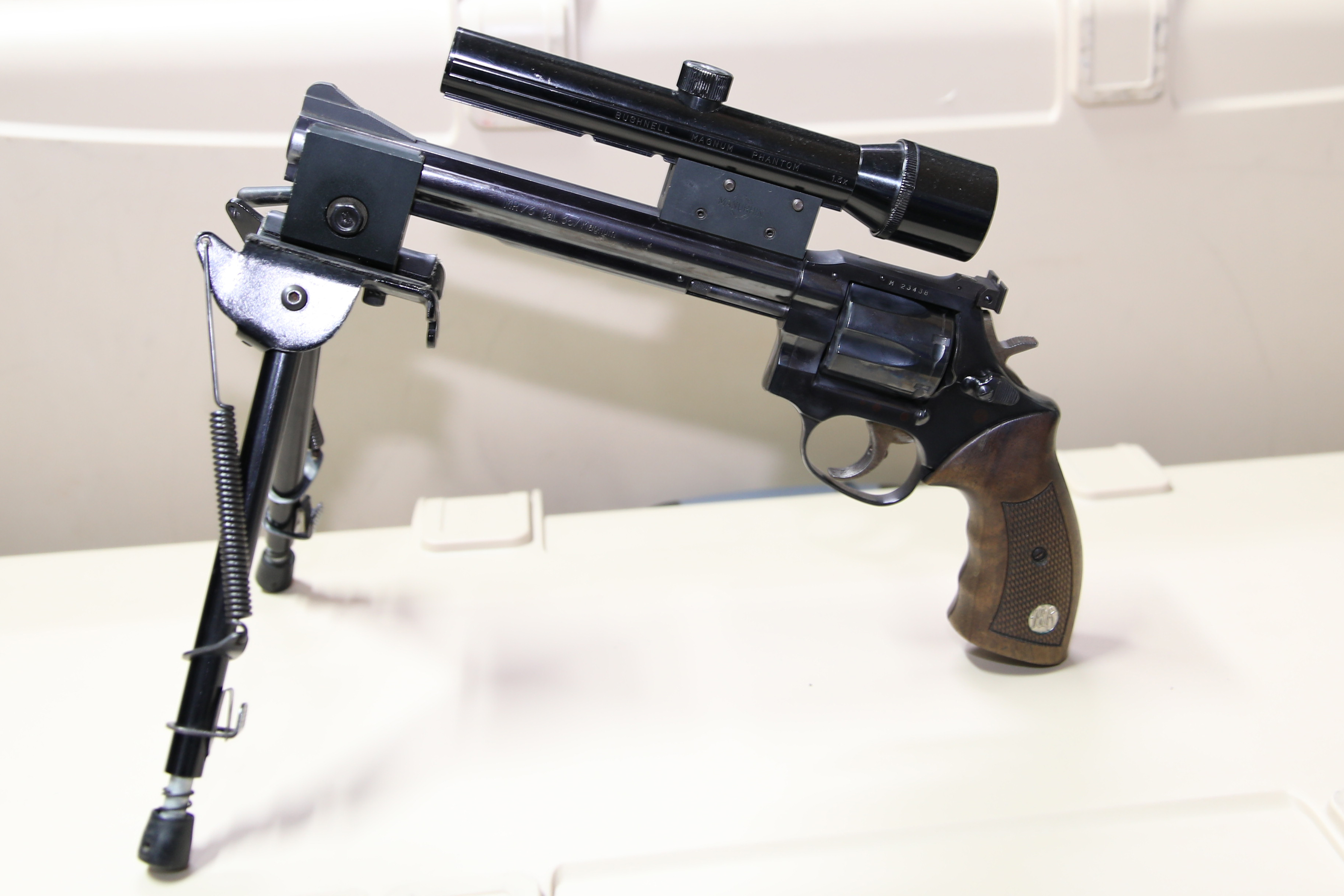
MR73 avec canon de 8 pouces et lunette Bushnell Phantom du GIGN.

Ce revolver a également été décliné en version « Match » pour les tireurs sportifs. Il s'agissait des MR 38 Match (chambré en .38 Special), MR 32 Match (chambré en calibre 32) et MR 22 Match (chambré en 22LR). Leur canon mesure généralement 13,4 ou 15,2 cm. Un contrepoids de 100 g était vendu sur commande. Les versions Match sont uniquement en simple action (toutefois, la pression sur la détente en double action provoque un mouvement du chien) et disposent d'une hausse rallongée vers l'arrière. Cela permet d'augmenter la longueur de visée sans augmenter la longueur totale de l'arme, ce qui lui aurait fait dépasser les dimensions maximales autorisées dans certaines compétitions.[réf. souhaitée]
La fabrication du MR 73 est maintenant assurée par la firme Chapuis Armes. Les versions « Match », toujours chambrées en calibre .38 et .32, sont désormais désignées sous l'appellation « MR 73 Match » (les anciennes appellations « MR 38 » et « MR 32 » n'étant plus utilisées par Chapuis).

### Usage
Le MR 73 a été en dotation dans la Police nationale, la Gendarmerie nationale et des services particuliers français comme les agents de l’Office national de la chasse et de la faune sauvage, remplacé ensuite par des pistolets de type Beretta 92G (dit PAMAS), au calibre 9 × 19 mm Parabellum ou par le Glock 17, un peu moins puissant, mais aussi moins lourd pour une plus grande capacité.[réf. souhaitée].
Dans les années 1970, le GIGN, les GIPN et le 1er RPIMa français adoptent cette arme, imités ensuite par le RAID.
Le GIGN sélectionne initialement trois versions du revolver : canon de 3 pouces, de 5 1/4 pouces, et de 8 pouces avec bipied et lunette Bushnell de grossissements x 1,3 et x 2,5. Puis dans les années 1990, le MR 73 à canon de quatre pouces est adopté.
Le RAID utilisait les versions suivantes : canon de 3 pouces et de 4 pouces.
Les munitions de dotation du GIGN et du RAID étaient des .357 Magnum à balle demi-blindée (soft point) de 161 grains fabriquées par la SFM  (Société française de munitions, établie à Issy-les-Moulineaux). Mais le GIGN utilisait avant tout des cartouches de marque Norma, et le RAID des cartouches Lapua à pointe creuse (hollow point).
Les officiers de sécurité français des VO et du GSPR, chargés d'assurer la protection des hautes personnalités françaises et étrangères, furent aussi équipés du Manurhin 73.
Enfin, le Manurhin 73 a été en dotation au GO (Groupement opérationnel) du 1er RPIMa.Les soldats du GO (bras armé du Service Action du SDECE) préférait ce revolver au MAC 50, car plus fiable, et plus précis.
Quelques cas de blessures collatérales ont été relevés à cause de la surpénétration des projectiles de .357 Magnum, qui traversent trop facilement le corps humain en ressortant avec une énergie résiduelle élevée, problème toujours présent dans les armes de calibre 9 × 19 mm Parabellum, mais dans une moindre mesure. En effet, la surpuissance du .357 Magnum avait incité très tôt l'utilisation quasi-généralisée de munitions .38 Special, de calibre compatible mais moins puissantes. Ce choix rendait le poids et la robustesse du MR 73 disproportionnés par rapport à son utilisation réelle.[réf. souhaitée]
L'arme est encore utilisée dans des forces spéciales car elle ne s'enraye pas et permet de tirer avec une grande précision des munitions puissantes et particulièrement efficaces, indispensables dans des combats contre des adversaires déterminés. Ce genre d'armes est mis maintenant dans des mains expertes et dans des conditions d'emploi extrêmes comme les assauts en milieu confiné, par exemple lors de la prise d'otages du vol Alger-Paris en 1994.

## Caractéristiques
Versions « Défense/Gendarmerie »

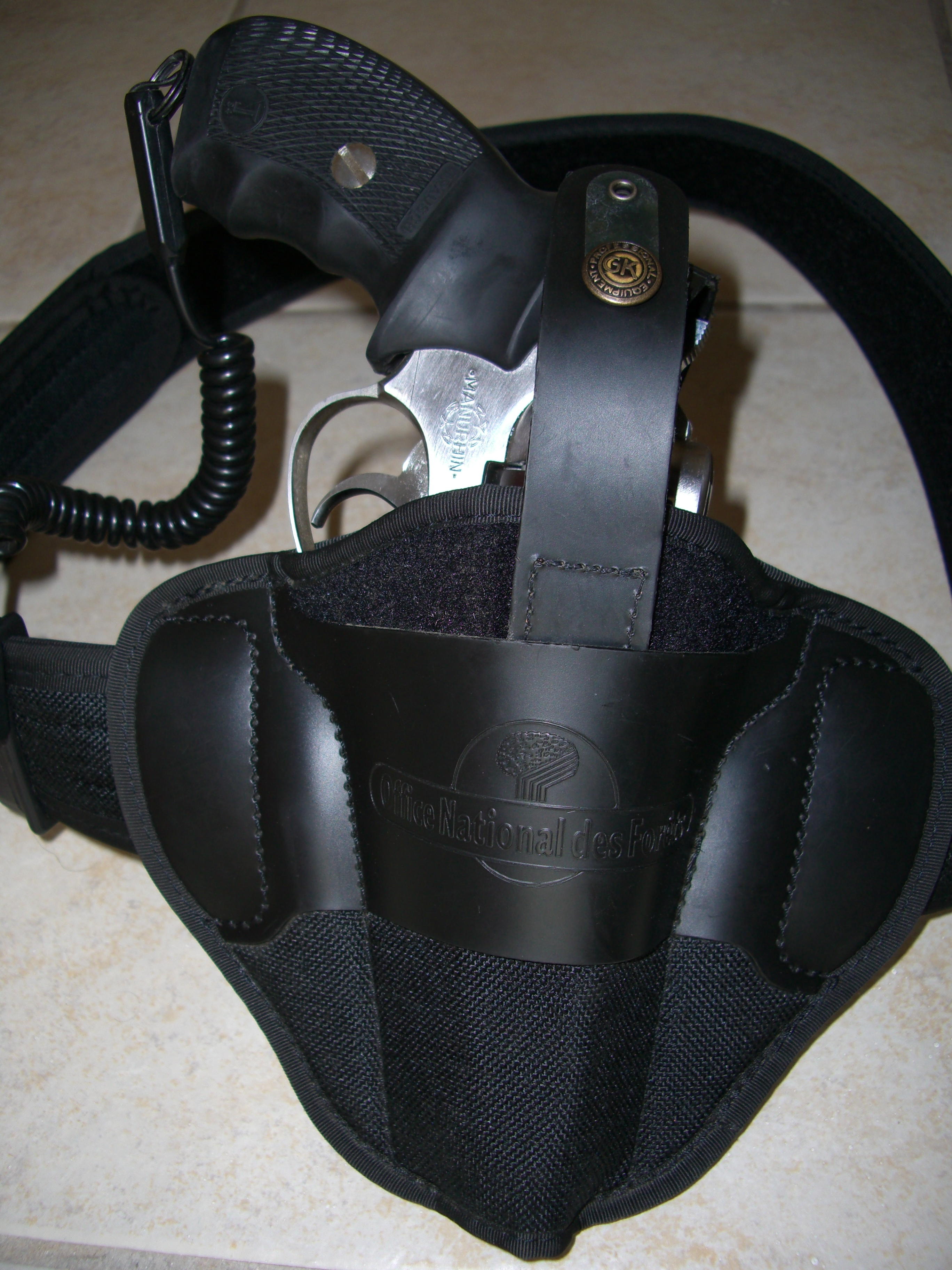
Étui de revolver contenant un Manurhin MR 88 (le « petit frère » moins cher du MR 73) en .357 Magnum, en dotation à l'Office national des forêts (2009).

- Calibre : .357 Magnum, .38 Special, 9x19mm Parabellum
- Longueur : 19,5 cm à 23,4 cm selon la longueur du canon.
- Longueur du canon : de 6,4 cm à 10,1 cm (2" 1/2 à 4").
- Poids non chargé : 0,860 kg à 1 kg selon la longueur du canon.
- Capacité : 6 coups.
- Usage : arme de police.

Versions « Match/Sport »
- Calibre : .357 Magnum/.22 LR/.32 S&W Long./ .357 Magnum Mega Match.
- Longueur : 23,4 cm à 33,4 cm selon la longueur du canon.
- Longueur du canon : de 10,1 cm à 20,3 cm (4" à 8"), également la version « Long Range » équipée d'un canon de 9" soit 22,8 cm, et le MR 73 Silhouette et son canon de 10"3/4 soit 27 cm destiné à la pratique du tir sur silhouettes métalliques.
- Poids non chargé : 1,07 kg à 1,19 kg selon la longueur du canon.
- Capacité : 6 coups.
- Usage : tir sportif.

## Utilisateurs
- Autriche : unité GEK Cobra de la Gendarmerie autrichienne dans les années 1980-1990.
- Burkina Faso : usage limité au sein de la Gendarmerie nationale[8].
- Cameroun : usage limité au sein de la Gendarmerie nationale[8].
- République centrafricaine[9]
- Côte d'Ivoire : usage limité à la Gendarmerie nationale[8].
- Égypte : usage limité au sein de la police.
- Espagne : groupe d'intervention GEO de la police espagnole dans les années 1980-1990.
- France : cette arme a été utilisée par la Police nationale dont le RAID et les GIPN et le GIGN dans les années 1980-1990[10].
  - Elle équipait également une partie du personnel du 1er RPIMa (GO), de l'armée de l'air, ainsi que la douane, les inspecteurs de l'environnement de l'Office national de la chasse et de la faune sauvage (ONCFS) et de l'Office national de l'eau et des milieux aquatiques (ONEMA) avant 2014 et désormais les polices municipales depuis 2016.
  - La munition de .357 Mag ou de .38 SP étant puissante, la doctrine d'utilisation n'étant plus la même (besoin de grande capacité, puissance réduite, coût de fabrication moindre, poids réduit...), le MR 73 a été abandonné au profit de pistolets chambrés en 9 x 19, comportant des chargeurs grande capacité, dotés d'un type de projectile particulier[11] qui va rester dans la cible et ne pas la traverser. Toutefois, sa grande fiabilité (aucun enrayage, précision excellente, résistance à l'usure, qualité de fabrication...) font que cette arme est encore utilisée dans certaines unités d'intervention.

- Gabon : usage limité à la Gendarmerie nationale[8].
- Maurice[8].
- Luxembourg : Unité spéciale de la Police (USP).
- Malaisie[8] Groupe Rela.
- Niger[12].
- Sénégal : usage limité à la Gendarmerie nationale[8],[13].
- Seychelles[8].
- Tchad : usage limité à la Gendarmerie nationale[8].
- Togo : usage limité à l'unité spéciale de la Gendarmerie nationale[8].